# レイン・スペンサー (スペンサー伯爵夫人)
スペンサー伯爵夫人レイン・スペンサー（英: Raine Spencer, Countess Spencer、旧姓マッコーコデール (McCorquodale) 、1929年9月9日 - 2016年10月21日）は、イギリスのソーシャライト、地域政治家である。母にはロマンス作家・ソーシャライトだったバーバラ・カートランドを持ち、第8代スペンサー伯爵エドワード・スペンサーとの再婚によりダイアナ妃の継母になったことでも知られる。

## 幼少期
レイン・マッコーコデールはロマンス作家バーバラ・カートランドとイギリス陸軍士官アレクサンダー・ジョージ・マッコーコデールの間に生まれた唯一の子どもで、父はバークシャー・スピーンで、父は古い印刷業者の相続人だった。両親は1936年に離婚し、母は父アレクサンダーの従弟であるヒュー・マッコーコデール (Hugh McCorquodale) と再婚し、弟であるイアンとグレンが生まれた。

## ダートマス伯爵夫人として
1947年、18歳のレインはロンドン上流階級のデビュタントとなり、その年一番のデビュタントになっただけでなく、未来の伯爵ジェラルド・ハンフリー・レッグ（後の第9代ダートマス伯爵ジェラルド・レッグ）と婚約することになった。ふたりは1948年7月21日に結婚した。夫は1958年にルイシャム子爵 (Viscount Lewisham) の儀礼称号を継ぎ、1962年にはダートマス伯爵となった。2人の間には4人の子どもが生まれた。
- ウィリアム・レッグ (第10代ダートマス伯爵)（1949年9月23日生まれ） - フィオナ・キャンベル (Fiona Campbell) と2009年6月に結婚。テレビ番組プロデューサーの息子クレア・カヴァナー (Claire Kavanagh) がいる。
- ルパート・レッグ（Hon. Rupert Legge、1953年1月1日生まれ） - ヴィクトリア・S・オットリー (Victoria S. Ottley) と1984年に結婚。1986年生まれのエドワード・ペレグリン (Edward Peregrine Legge) 、1989年生まれのクローディア・ローズ (Claudia Rose Legge) と2子あり。
- シャーロット・パテルノ・カステロ、カルカチ公爵夫人（Lady Charlotte Legge、1963年7月16日生まれ） - 1990年12月19日に第13代カルカチ公爵ドン・アレッサンドロ・パテルノ・カステロ（英語版）と結婚し、3子を儲けた。
- ヘンリー・レッグ（Hon. Henry Legge、1968年12月28日生まれ） - 1995年12月21日にクリストファー・ホッグ（英語版）の娘クレシダ (Cressida Hogg) と結婚、娘が3人いる。

結婚以来彼女は政治に強い関心を示すようになる、23歳の時には保守党から出てウェストミンスター・シティ・カウンシルの最年少議員となった。最初ルイシャム子爵夫人として、次いでダートマス伯爵夫人として、彼女は17年間地方議員の職を続けた。ウェストミンスターの都市計画・公園・人事委員を務め、その後はロンドン・カウンティ・カウンシルのルイシャム南選挙区ならびにグレーター・ロンドン・カウンシルのリッチモンド選挙区選出議員として活動した。任期の間、環境計画や古代建造物に特に興味を持ち、コヴェント・ガーデン発展委員会と、ストックホルムで開催された国際連合人間環境会議に向けた政府作業部会で議長を務めた。
1973年には、建築遺産委員会で同僚だったオールトラップ子爵エドワード・スペンサーとの交際を始めた。ダートマス伯爵夫妻は1976年に離婚した。

## スペンサー伯爵夫人として

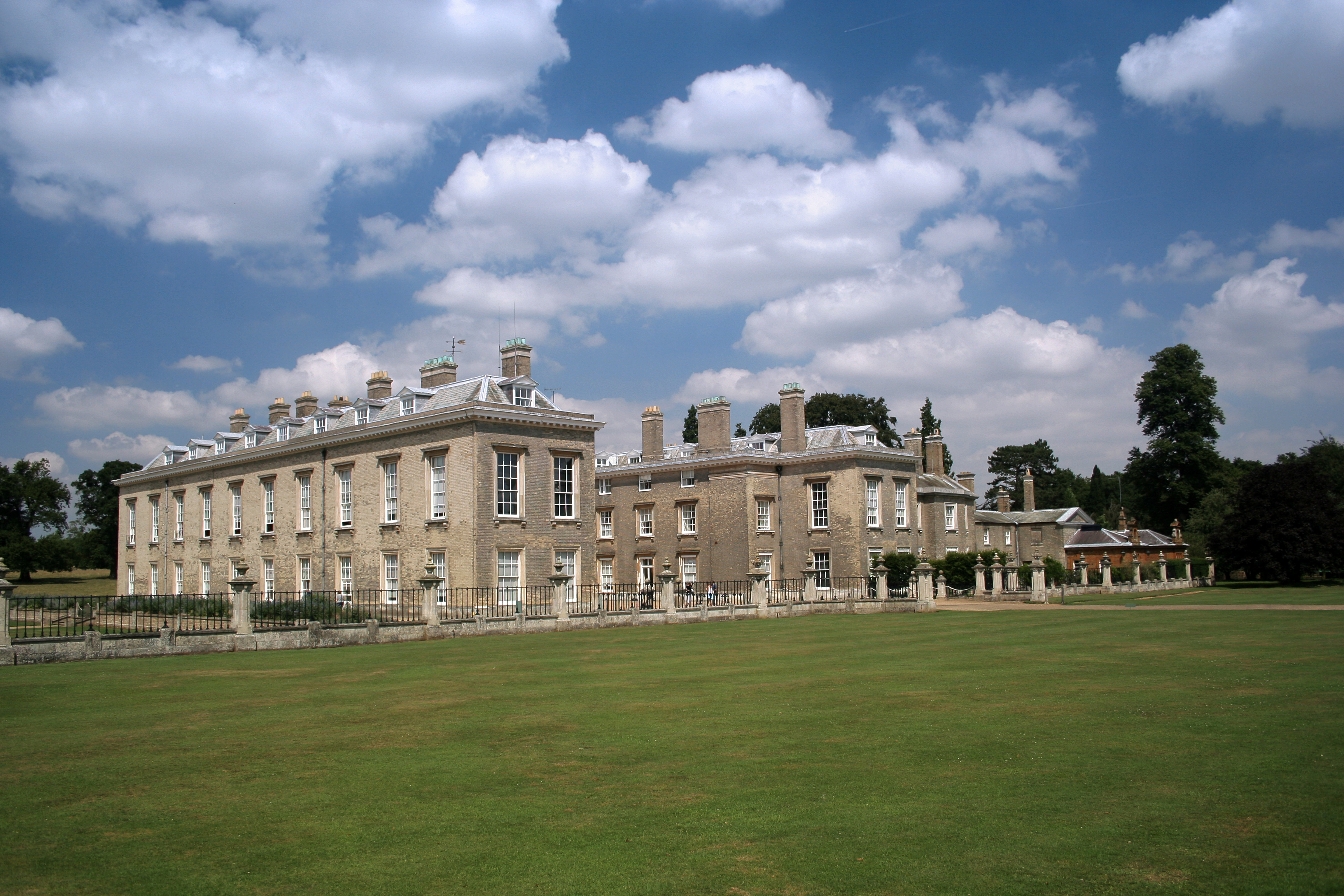
ノーサンプトンシャーにあるオールソープ・ハウス。スペンサー伯爵夫人は一家代々のこの邸宅について大規模な修復・改装計画を打ち立てた

オールトラップ子爵は父第7代スペンサー伯爵アルバート・スペンサーから、1975年6月9日に爵位を引き継ぎ第8代スペンサー伯爵となった。スペンサー伯爵とレインは1976年7月14日にロンドンのキャクストン・ホールで結婚した。伯爵には前妻フランセス・シャンド・キッドとの間に後のプリンセス・オブ・ウェールズであるダイアナを含め4子がいたが、レインは継子たちに不人気で「酸性雨」"Acid Raine" と呼ばれていたという。
1978年、脳出血に倒れたスペンサー伯爵をレインは献身的に介護したが、伯爵の回復は妻の介護と献身に加え、未認可薬剤の使用が関わっていたという。夫の病気後レインは、スペンサー家の邸宅オールソープを改装したことで報道陣や自然保護活動家たちに広く批判された。新しいギルディングや壁紙をごてごてと使った内装は、改装や修繕費のためレインが処分した資産や不動産、アンソニー・ヴァン・ダイクやトマス・ゲインズバラなどの作品、家具や瀬戸物・磁器、金銀、一族の記録などを到底埋め合わせられないと言われた。
夫スペンサー伯爵は妻のオールソープ改装計画ならびに資金集めを支持・支援した。しかしながらこれだけではオールトラップ子爵チャールズ（後の第9代スペンサー伯爵チャールズ・スペンサー）を止めるのには不十分で、義母の装飾は「モナコの五ツ星ホテルで出て来た下品なウェディングケーキ」("the wedding cake vulgarity of a five-star hotel in Monaco") だと酷評された。
スペンサー伯爵夫妻は豪勢な生活様式を採り、しばしば大々的な娯楽に勤しんだ他、あちこち旅もした。1981年2月には、義理の娘ダイアナがチャールズ3世（当時皇太子）と婚約し、伯爵夫妻の名も広く知られるようになった。レインも1981年に行われた結婚式に出席したが、夫とは同席できなかった（伯爵とダイアナの実母シャンド・キッド夫人、2人の子どもたちがロイヤル・ファミリーの反対側に座り、レインはダイアナの継父ピーター・シャンド・キッドと共に一般席に座らされた）。その後の儀式でも、レインはバッキンガム宮殿のバルコニーには姿を見せなかった。
スペンサー伯爵が1992年3月29日に亡くなった後、残された伯爵の子どもたちと未亡人レインの関係はさらに険悪になった。夫の死後わずか2日の1992年3月31日、新たなスペンサー伯爵となった義理の息子のチャールズが、レインへオールソープを出て行くように命じた。レインは自分の物と証明できない限り屋敷から何一つ持ち出すことも許されず、彼女が雇ったスタッフは通達もなしに全員解雇された。ダイアナは自らスペンサー伯爵の寝室で見張り役を務め、メイドのポーリーン・ショー (Pauline Shaw) がレインの高価な衣服をルイ・ヴィトンのスーツケース4箱に詰めるさまを見張っていた。ダイアナはスーツケースに「S」の文字が彫られているのを見つけると、そのスーツケースはスペンサー家のものだと宣言した。ダイアナの指示で、メイドは様々なデザイナーの衣服が詰まったワードローブをひっくり返し、黒いゴミ袋に詰め込む羽目になった。新伯爵はレインの荷物を全て階段から蹴り落とした。レインは亡き夫から400万ポンドの遺産とロンドン・メイフェアにあるタウンハウスを相続した。
各種報道からは、ダイアナは1997年に亡くなるまでにかつての義母との関係を修復していたものと思われる。一方で実母フランセス・シャンド・キッドとの関係は緊張しており、死の直前の数か月は連絡も取らないほどであった。

## シャンブラン伯爵夫人として
1993年7月、レインは3番目の夫ジャン＝フランソワ・パイントン・ド・シャンブラン伯爵（ラファイエットの子孫かつアメリカ合衆国のルーズベルト家に繋がるフランスの名家だった）と、わずか33日間の求婚期間の末結婚した。夫妻はロンドンで結婚式を挙げた。
伯爵はシャンブラン侯爵ジャン＝ピエール・パイントン・ド・シャンブラン（仏: Jean-Pierre Pineton de Chambrun, Marquis de Chambrun、聾の生化学者・芸術家）の息子で、過去には駐英アメリカ合衆国大使ルイス・ウィリアムズ・ダグラスの姪であるアメリカ人女性ジョザリー・ダグラス (Josalee Douglas) と結婚していた。伯爵夫人は再びイギリス国内での下卑た振る舞いに熱を上げ、結婚式の写真は雑誌 "Hello" に7万ポンドで売却されたと言われている。ダイアナを含めたスペンサー家のきょうだいは誰一人結婚式に出席しなかったが、当時の報道では、レインとダイアナ妃の間に「和解」"rapprochement" が成立したと報じられた。
ド・シャンブラン伯爵夫妻の結婚は短命に終わり、両者は1995年に離婚した。伯爵夫人の称号を失った後、レインは慣例に反して自身の名前を「スペンサー伯爵夫人レイン」(Raine, Countess Spencer) に戻した。

## 晩年
2007年12月、レインはロンドンで行われたダイアナ妃の死に関する審問で証言することになり、再び耳目を集めることになった。継娘との関係について公の発言は珍しかったが、彼女は「[ダイアナは]いつも隠し事などないと言っていた。とても人気で世界中に知られていたので、本当に多くの人々が何か彼女から引き出せないかと考えていた。ひどく消耗する人生だったと思う」("[Diana] always said I had no hidden agenda. So many people, because she was so popular and so world famous, wanted something out of her. It was a very draining life.") と述べた。その後彼女は法廷で「あら、ドアの方から歩いてくる色黒のハンサムな紳士がいてほしいものね」("Well, we all want the dark handsome gentleman to walk through the door.") と述べた。
その後レインはハロッズの取締役に就任し、時々店に顔を出すことになったが、審問の際には「皮肉なものでハロッズで買い物なんてしたことがなくて。実際にあそこに住んでいたのは夫（スペンサー伯爵）の方だから」("Ironically, I never went shopping in Harrods. It was my husband [Earl Spencer] who practically lived there.") と答えている。
レインは短い闘病生活の後、2016年10月21日に87歳で亡くなった。スペンサー家の人物はひとりとして葬儀に出席しなかった。死後数か月してから彼女の私物がクリスティーズに競売に掛けられ、1,905,938ポンドを売り上げた。